# 圣克罗切-迪马利亚诺
圣克罗切-迪马利亚诺（義大利語：Santa Croce di Magliano），是意大利坎波巴索省的一个市镇。总面积52平方公里，人口4769人，人口密度91.7人/平方公里（2009年）。ISTAT代码为070072。